# The Silent Mystery
Pour plus de détails, voir Fiche technique et Distribution.
The Silent Mystery est un serial muet américain de 15 épisodes, réalisé et interprété par Francis Ford, sorti en 1918. Ce film est considéré comme perdu.

## Fiche technique
- Titre original : The Silent Mystery
- Réalisation : Francis Ford
- Scénario : John B. Clymer, d'après une histoire d'Elsie Van Name[2].
- Production : Louis Burston  (Burston Productions)
- Pays de production :  États-Unis
- Format : Noir et blanc - 1,33:1 - Film muet
- Langue : anglais (intertitres)
- Date de sortie : États-Unis : novembre 1918

## Distribution
- Francis Ford : Phil Kelly
- Mae Gaston : Betty Graham
- Rosemary Theby : la prêtresse Kah
- Jerome Ash : Van Berg (crédité Jerry Ash)
- Philip Ford : Chick (crédité Phil Ford)
- Elsie Van Name : Mrs. John Graham
- Olive Valerie
- Hap Ward

## Autour du film
Francis Ford est le frère ainé du réalisateur John Ford. L'actrice et scénariste Elsie Van Name est la seconde épouse de Francis Ford, et Philip Ford est le fils de ce dernier, né d'un premier mariage.